# Ada Negri

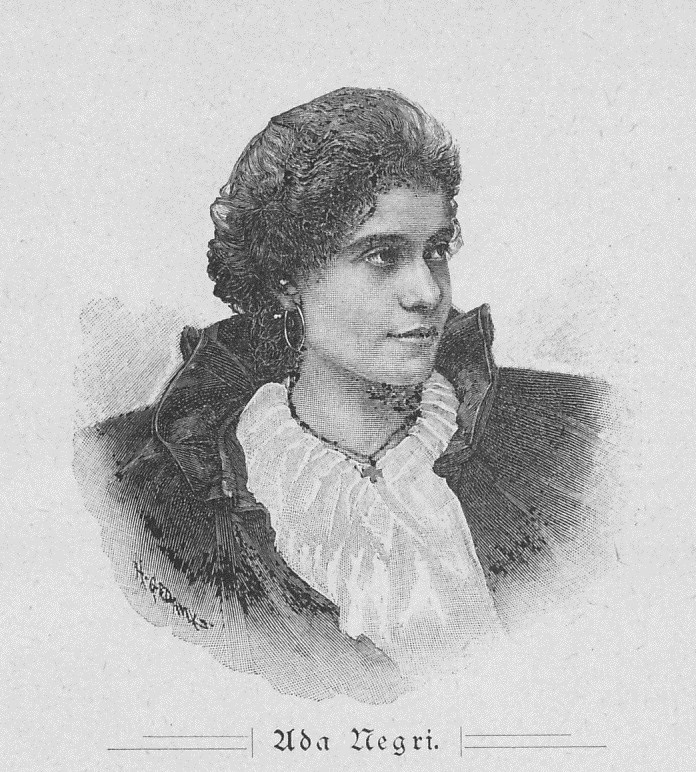
Ada Negri

Ada Negri (Lodi, 3 februari 1870 – Milaan, 11 januari 1945) was een Italiaanse dichteres.
Ada Negri kwam uit een bescheiden familie, vader Giuseppe Negri was een arbeider, en moeder Vittoria Cornalba een weefster. 
Haar jeugd bracht ze door in de portiersloge van het paleis Cingia-Barni, waar oma Peppina Panni als bewaakster en tevens als gouvernante van de beroemde Milanese sopraan Giuditta Grisi werkte, vrouw van de graaf Barni. Ada bracht haar tijd dus door met het bekijken van het komen en gaan van mensen, zoals ook beschreven wordt in haar autobiografische roman Stella Mattutina (1921).
Op eenjarige leeftijd verliest Ada haar vader, maar dankzij alle inspanningen van haar moeder kan ze in 1881 toch naar de meisjesschool gaan te Lodi, waar zij een diploma behaalt voor lerares van een basisschool.
Vanaf 1888 geeft ze les aan een school in Pavia, maar houdt zich naast het lesgeven ook bezig met de journalistiek en poëzie. Het is dan ook in deze jaren dat haar eerste werken in een bundel (Fatalità, in 1892) worden gepubliceerd door de uitgeverij Treves, waarna zij enige faam behaalt. 
Na enige tijd verhuist ze naar Milaan met haar moeder, waar zij zich in socialistische kringen begeeft en personen als Filippo Turati, Maino, Gonzales, Benito Mussolini en Anna Kuliscioff leert kennen, waarvan de laatste haar “ideale zus” is.
In 1894 wint ze de Mili-prijs voor de poëzie, hetzelfde jaar als waarin haar tweede poëziebundel wordt uitgegeven, Tempeste. In 1904 publiceert ze Maternità en in 1910 Dal Profondo, twee werken die zeer introspectief zijn.
In 1896 trouwt ze met Giovanni Garlanda, een textielindustrieel uit Biella, waarvan zij in 1898 een dochter krijgt. Helaas houdt het huwelijk geen stand, en met de scheiding in 1913 verhuist ze naar Zürich, waarna ze in 1914 het autobiografische werk Esilio uitgeeft.
In de jaren die daarop volgen blijft Ada veel werken schrijven, wint zelfs de Mussolini-prijs, en wordt lid van de Accademia Italiana.
In 1945 wordt Ada Negri door haar eigen dochter dood in haar studio gevonden.
- Bibsys: 90917739
- Biblioteca Nacional de España: XX1380929
- Bibliothèque nationale de France: cb121457299 (data)
- CiNii: DA04104824
- Digitale Bibliotheek voor de Nederlandse Letteren: negr003
- Gemeinsame Normdatei: 119338106
- International Standard Name Identifier: 0000 0003 6858 0577
- Library of Congress Control Number: n82230171
- MusicBrainz: 424cacdc-6f8e-486b-8112-0a0e0b6b003d
- Bibliotheek van het Japanse parlement: 001138697
- Nationale Bibliotheek van Tsjechië: xx0031726
- Nationale bibliotheek van Australië: 35968085
- Nationale Bibliotheek van Israël: 987007310809605171
- Nationale Bibliotheek van Polen: a0000001213861
- Nationale en Universitaire bibliotheek Zagreb: 000033199
- Nederlandse Thesaurus van Auteursnamen: 068685920
- Réseau des bibliothèques de Suisse occidentale: 02-A003633891
- Istituto Centrale per il Catalogo Unico: CFIV038491
- LIBRIS: 276637
- SNAC: w6np2gjb
- Système universitaire de documentation: 029937701
- Trove: 1167105
- Virtual International Authority File: 73891042
- WorldCat: E39PBJfmpyP7Yr36gvK44g9JjC